# 학성 이씨
학성 이씨(鶴城李氏)는 울산광역시의 옛지명인 학성을 본관으로 하는 한국의 성씨이다.

## 역사
1396년(태조 5) 시조 이예는 울산의 아전이었는데 왜적에게 잡혀간 지울산군사 이은(李殷) 등을 시종한 공으로 향리의 역에서 면제되고 벼슬을 받았다.
원래 그의 선대는 고려시대부터 대대로 향리의 역을 맡은 집안으로  울산 유력 토착 9개 성(姓)씨 중 하나였다.
1401년(태종 1) 처음으로 이키국에 사신으로 가 포로 50명을 데려온 공으로 좌군부사직에 제수되었다. 1410년까지 해마다 통신사가 되어 삼도에 왕래하면서 포로 500여 명을 찾아오고, 호군으로 승진하였다. 1416년 류큐국에 사신으로 다녀오면서 포로 44명을 찾아왔고, 1419년(세종 1) 중군병마부수사(中軍兵馬副帥使)가 되어 삼군도체찰사 이종무를 도와 대마도 정벌을 시행하였다. 1422·1424·1428년·1432년에 회례부사(回禮副使)·통신부사·회례정사(回禮正使)가 되어 무로마치 막부에 다녀왔다. 1438년 첨지중추원사(僉知中樞院事)로 승진한 뒤 대마도경차관이 되어 대마도에 다녀왔다. 1443년에는 왜적에게 잡혀간 포로를 찾아오기 위해 자청해, 대마주체찰사(對馬州體察使)가 되어 다녀온 공으로 동지중추원사(同知中樞院事)에 이르렀다.
이예가 사대부(士大夫)의 반열에 올라 학성 이씨 일원들은 조선 개국시기에 향리층에서 빠르게 이탈하여 사족士族으로 전환하였으나 일부 일원들은 향리층으로 활동하였다.
이예의 차남인 대호군(大護軍) 이종실(李宗實)의 후손들을 중심으로 조선초에 무관들을 배출해내며 울산의 사족士族이 되었고, 이예(李藝)의 장남인 양근군수 이종근(李宗根)의 후손들 역시 임진왜란에서 여러 전공들을 세워서 사족士族으로 성공적으로 전환을 하며 향리층에서 빠르게 이탈하였다.
임진왜란 시기에 가문의 많은 일원들이 울산에서 의병을 일으키거나 관군에 종사하며 군공을 세운 무관들을 다수 배출하였다.
임진왜란 이후 학성이씨의 일원들은 울산에서 국왕의 사액을 받은 서원건립을 주도하는 등 울산에서 영향력이 강한 재지사족士族으로 자리잡았다.

## 항렬자
| 15세     | 16세          | 17세              | 18세          | 19세              | 20세          | 21세              |
| -------- | ------------- | ----------------- | ------------- | ----------------- | ------------- | ----------------- |
| 口중(中) | 석(錫) 종(鍾) | 口낙(洛) 口수(洙) | 동(東) 수(樹) | 口환(煥) 口걸(杰) | 채(埰) 재(在) | 口호(鎬) 口원(元) |

## 분파
- 현령공파(청량파)
- 참봉공파(월진파)
- 봉사공파(서면파)
- 부정공파(농소파)
- 판사공파(곡강파)
- 송웅공파

## 문화재
- 이휴정